# تشارلز سويفت
تشارلز سويفت (بالإنجليزية: Charles Swift)‏ (و. 1961 –  م) هو ضابط من الولايات المتحدة الأمريكية .